# Padraic Colum
Padraic Colum (n. 8 decembrie 1881 - d. 11 ianuarie 1972) a fost un romancier, dramaturg, poet, biograf și folclorist irlandez.
Unul din conducătorii Renașterii celtice, curent literar ce s-a manifestat în jurul lui 1900.
Din 1939 a trăit în SUA.

## Opera
- 1905: Țara ("The Land");
- 1907: Pământ sălbatic ("Wild Earth");
- 1910: Thomas Muskerry ("Thomas Muskerry");
- 1916: Fiul regelui din Irlanda ("King of Ireland's Son");
- 1920: Copiii lui Odin ("The Children of Odin");
- 1922: Legende drmatice ("Dramatic Legends").

Colum a întemeiat revista Irish Review (1916).